# Pantodactylus schreibersii
Espèce
Synonymes
- Cercosaura schreibersii Wiegmann, 1834
- Pantodactylus dorbignyi Duméril & Bibron, 1839
- Pantodactylus bivittatus Cope, 1864
- Pantodactylus borelli Peracca, 1894
- Prionodactylus albostrigatus Griffin, 1917
- Cercosaura schreibersii albostrigatus (Griffin, 1917)

Statut de conservation UICN

 LC  : Préoccupation mineure
Pantodactylus schreibersii est une espèce de sauriens de la famille des Gymnophthalmidae.

## Répartition
Cette espèce se rencontre jusqu'à 600 m d'altitude :
- au Brésil dans les États du Rio Grande do Sul, de Goiás et de São Paulo ;
- en Bolivie ;
- au Paraguay.
- en Uruguay.
- en Argentine dans les provinces de Tucumán, de Jujuy, de Salta, de Formosa et de Corrientes.

## Liste des sous-espèces
Selon The Reptile Database (29 mai 2016) :
- Pantodactylus schreibersii albostrigatus (Griffin (d), 1917)
- Pantodactylus schreibersii schreibersii Wiegmann, 1834

## Étymologie
Cette espèce est nommée en l'honneur de Carl Franz Anton Ritter von Schreibers.

## Publications originales
- Griffin, 1917 : A list of the South American lizards of the Carnegie Museum, with descriptions of four new species. Annals of the Carnegie Museum, vol. 11, p. 304-320 (texte intégral).
- Wiegmann, 1834 : Herpetologia mexicana, seu Descriptio amphibiorum Novae Hispaniae quae itineribus comitis De Sack, Ferdinandi Deppe et Chr. Guil. Schiede in Museum zoologicum Berolinense pervenerunt. Pars prima saurorum species amplectens, adjecto systematis saurorum prodromo, additisque multis in hunc amphibiorum ordinem observationibus. Lüderitz, Berlin, p. 1-54 (texte intégral).